# Сасаки, Сё
Сё Сасаки (яп. 佐々木 翔; 2 октября 1989 года, Дзама, Япония) — японский футболист, выступающий за клуб «Санфречче Хиросима» и национальную сборную Японии. Играет на позиции левого защитника.

## Клубная карьера
Сасаки начал заниматься футболом ещё в детском саду. Он продолжал занятия во время в начальной школе Курихара, а в 1998 году поступил в футбольную академию клуба «Иокогама Ф. Маринос». В 2005 году Сё поступил в старшую школу Сирояма в префектуре Канагава, а в 2008 году — в Университет Канагавы. Так он показал себя универсальным игроком, способным играть на разных позициях. Преимущественно играл на месте левого защитника, но имел также опыт выступлений на левом фланге полузащиты и в центре обороны, хорошо играл обеими ногами. Благодаря хорошим физическим данным Сасаки провёл в студенческом футболе четыре полноценных сезона без серьёзных травм. На четвёртый год обучения он стал капитаном университетской футбольной команды и отказался от заключения контракта с профессиональным клубом, решив доиграть последний сезон в качестве студента.
В январе 2012 года Сасаки заключил профессиональный контракт с клубом второй Джей-лиги «Ванфоре Кофу». 4 марта 2012 года он дебютировал в матче с клубом «Тотиги», а уже в следующей игре, 11 марта с клубом «Токио Верди», отличился забитым голом. На протяжении всего сезона Сасаки был основным игроком команды и помог её выйти в первую Джей-лигу. Сё отыграл за «Ванфоре Кофу» ещё два сезона, на второй год стал вице-капитаном команды.
10 октября 2014 года был согласован переход Сасаки из «Ванфоре Кофу» в клуб «Санфречче Хиросима» за 45 млн иен, но присоединился к команде только в январе следующего года. Изначально в «Санфречче» Сё был запасным игроком, но в первом сезоне играл достаточно часто, подменяя травмированных партнёров. Он помог команде выиграть чемпионат Японии в 2015 году, забив гол в ворота клуба «Гамба Осака» в финальной серии, а также играл на Клубном чемпионате мира 2015 года, где его команда заняла третье место. В 2016 и 2017 годах Сасаки почти не играл из-за разрыва передней крестообразной связки колена, но полностью восстановился к сезону 2018 года и стал основным игроком «Санфречче Хиросима».

## Выступления за сборную
В августе 2018 года Сасаки впервые был приглашён в национальную сборную Японии для участия в матчах на Кубок Кирин. Он дебютировал 11 сентября в матче со сборной Коста-Рики, выйдя в стартовом составе. В декабре 2018 года Сасаки был включён в заявку сборной Японии на Кубок Азии 2019 года. На турнире он сыграл лишь в матче группового этапа со сборной Узбекистана, все остальные игры провёл в запасе. Японская сборная дошла до финала Кубка Азии, где уступила команде Катара.

## Статистика выступлений

### Клубная статистика
| Выступление        | Выступление      | Выступление      | Лига | Лига | Кубок | Кубок | Кубок лиги | Кубок лиги | Азия | Азия | Прочие | Прочие | Итого | Итого |
| Клуб               | Лига             | Сезон            | Игры | Голы | Игры  | Голы  | Игры       | Голы       | Игры | Голы | Игры   | Голы   | Игры  | Голы  |
| ------------------ | ---------------- | ---------------- | ---- | ---- | ----- | ----- | ---------- | ---------- | ---- | ---- | ------ | ------ | ----- | ----- |
| Ванфоре Кофу       | II               | 2012             | 35   | 2    | 0     | 0     | 0          | 0          | —    | —    | —      | —      | 35    | 2     |
| Ванфоре Кофу       | I                | 2013             | 33   | 3    | 4     | 0     | 4          | 0          | —    | —    | —      | —      | 41    | 3     |
| Ванфоре Кофу       | I                | 2014             | 34   | 3    | 3     | 0     | 6          | 0          | —    | —    | —      | —      | 43    | 3     |
| Ванфоре Кофу       | Итого            | Итого            | 102  | 8    | 9     | 0     | 10         | 0          | —    | —    | —      | —      | 121   | 8     |
| Санфречче Хиросима | I                | 2015             | 24   | 1    | 4     | 0     | 6          | 0          | —    | —    | 4      | 0      | 38    | 1     |
| Санфречче Хиросима | I                | 2016             | 4    | 0    | 0     | 0     | 0          | 0          | 1    | 0    | 1      | 0      | 6     | 0     |
| Санфречче Хиросима | I                | 2017             | 0    | 0    | 0     | 0     | 0          | 0          | —    | —    | —      | —      | 0     | 0     |
| Санфречче Хиросима | I                | 2018             | 34   | 3    | 2     | 0     | 0          | 0          | —    | —    | —      | —      | 36    | 3     |
| Санфречче Хиросима | I                | 2019             | 2    | 0    | 0     | 0     | 0          | 0          | 1    | 0    | —      | —      | 3     | 0     |
| Санфречче Хиросима | Итого            | Итого            | 64   | 4    | 6     | 0     | 6          | 0          | 2    | 0    | 4      | 0      | 82    | 4     |
| Всего за карьеру   | Всего за карьеру | Всего за карьеру | 166  | 12   | 15    | 0     | 16         | 0          | 2    | 0    | 4      | 0      | 203   | 12    |

1. ↑  Лига чемпионов АФК.
2. ↑  Клубный чемпионат мира, Суперкубок Японии.

### Матчи за сборную
| № | Дата             | Оппонент   | Счёт | Голы | Соревнование      |
| - | ---------------- | ---------- | ---- | ---- | ----------------- |
| 1 | 11 сентября 2018 | Коста-Рика | 3:0  | 0    | Товарищеский матч |
| 2 | 12 октября 2018  | Панама     | 3:0  | 0    | Товарищеский матч |
| 3 | 16 ноября 2018   | Венесуэла  | 1:1  | 0    | Товарищеский матч |
| 4 | 17 января 2019   | Узбекистан | 2:1  | 0    | Кубок Азии 2019   |
| 5 | 22 марта 2019    | Колумбия   | 0:1  | 0    | Товарищеский матч |

Итого: сыграно матчей: 5 / забито голов: 0; победы: 3, ничьи: 1, поражения: 1.

## Достижения
- Чемпион Японии: 2015
- Обладатель Суперкубка Японии: 2016
- Победитель Второй Джей-лиги: 2012
- Серебряный призёр Кубка Азии: 2019